# Aurela

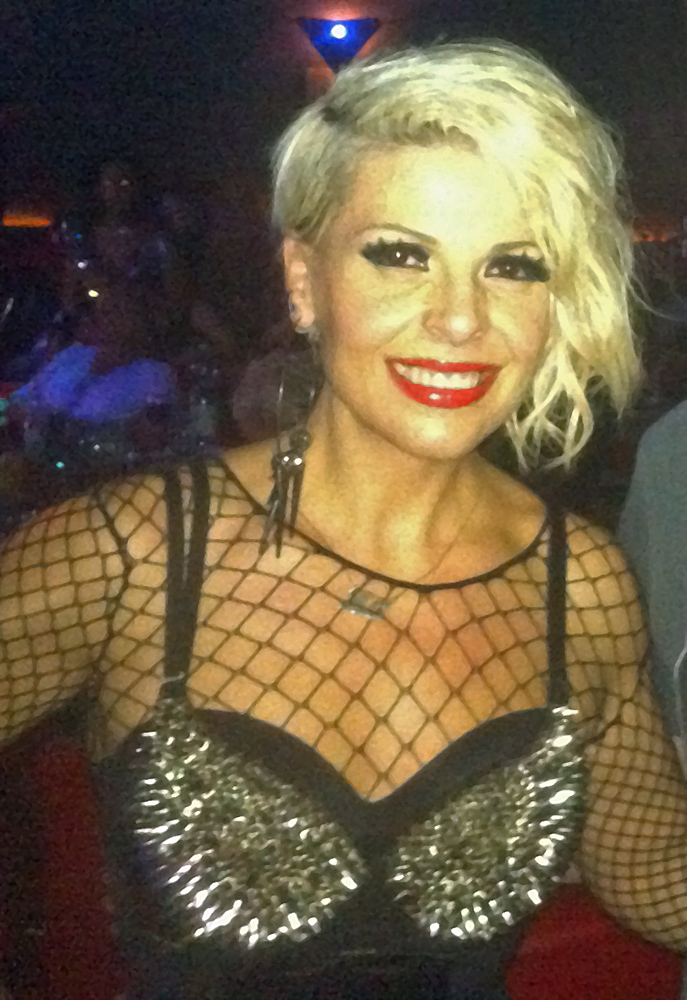
Aurela Gaçe, 2012.

Aurela' är ett kvinnonamn av latinskt ursprung. Namnets betydelse är "gyllene". Aurela är den kvinnliga formen av mansnamnet Aurel.
Den 31 december 2014 fanns det totalt 56 kvinnor folkbokförda i Sverige med namnet Aurela, varav 55 bar det som tilltalsnamn.
Namnsdag: saknas

## Personer med namnet Aurela
- Aurela Gaçe, albansk sångerska